# Günther Gericke
Günther Theodor Anton Wilhelm Gericke (* 1. Dezember 1887 in Berlin; † 14. Februar 1970 in Unterwössen) war ein deutscher Offizier und Nachrichtendienstler.

## Leben und Tätigkeit

### Frühe Jahre
Nach dem Schulbesuch trat Gericke in die preußische Armee ein. Am Ersten Weltkrieg nahm er als Offizier im Kürassier-Regiment „Herzog Friedrich Eugen von Württemberg“ (Westpreußisches) Nr. 5 teil. Während des Krieges wurde er zum Oberleutnant (Dezember 1914) und zum Hauptmann befördert (18. August 1916).

### Weimarer Republik und NS-Zeit
Nach dem Krieg wurde Gericke in die republikanische Reichswehr übernommen. In dieser war er seit 1925 Kommandeur des 2. Regiments des Pionierbataillons 5 in Ulm. Am 30. November 1926 schied er unter Verleihung des Charakters eines Majors aus dem Militär aus.
In den folgenden Jahren war Gericke Mitglied der Chefredaktion der konservativen Deutschen Allgemeinen Zeitung. 1931 wurde Gericke Vertriebsleiter bei der Norddeutschen Buchdruckerei- und Verlagsanstalt, bei der die DAZ erschien. 1937 wechselte Gericke in das Direktorium der Otavi Minen- und Eisenbahngesellschaft, bei der er für das Geschäft in Afrika und für den Vertrieb in Europa verantwortlich war.
Während des Zweiten Weltkrieges wurde Gericke als Offizier reaktiviert. Er wurde während des Deutsch-Sowjetischen Krieges als Major im Generalstab als Zweiter Generalstabsoffizier (Ib) bei der Heeresgruppe Mitte verwendet. In der letzten Kriegsphase war er als Oberst im Generalstab Kommandant des Verteidigungsbereiches Venedig.

### Nachkriegszeit
Bei Kriegsende geriet er in amerikanische Gefangenschaft, aus der er 1947 entlassen wurde. Im selben Jahr wurde er im Rahmen der Entnazifizierung in einem Spruchkammerverfahren als „entlastet“ eingestuft.
1948 trat Gericke in die Organisation Gehlen (OG) ein. In dieser erhielt er den Decknamen Gerlach. Obwohl er bis 1956 in führenden Stellungen für die Organisation Gehlen tätig war und anschließend noch bis 1965 Angehöriger des aus der Organisation hervorgegangenen Bundesnachrichtendienstes (BND) war, umfassen die personenbezogenen Unterlagen zu ihm im BND-Archiv nur rund 60 Seiten, was Thomas Wolf in seiner Studie über die Frühzeit des BND als "auffällig schmal" kennzeichnet. In der organisatorischen Gliederung der Zentrale der Organisation Gehlen vom November 1948 erscheint Gericke im Abschnitt "Leitungsstab" der Organisation als Leiter des Sonderbereiches "Wirtschaftskontakte", einem von drei Sonderbereichen der Organisationsleitung, die zusammen mit dem Organisationschef Gehlen und seinem Stabschef Winter die oberste Spitze der Organisation bildeten.
Im August 1948 wurde Gericke zum Leiter der neu geschaffenen Dienststelle "Industrial Research Institut" ernannt, die Gehlen direkt unterstand. In dieser Funktion erhielt er ein Büro in München, getrennt vom restlichen Leitungsbereich der Organisation Gehlen. Die Existenz von Gerickes Dienststelle wurde nur neun Personen aus dem Führungszirkel der Organisation Gehlen bekannt gegeben. Mitarbeitern der BDN-Zentrale in Pullach war es ausdrücklich verboten, Gerickes Münchener Büro ohne Genehmigung aufzusuchen. Die Hauptaufgaben der Dienststelle bestanden im "Empfang von Vertretern der deutschen Wirtschaft und Durchführung von Besprechungen mit diesen", wobei die Pflege der Kontakte zur westdeutschen Wirtschaft im Vordergrund stand. Gerickes Münchener Dienststelle funktionierte als eine Briefkastenfirma der Organisation Gehlen, von der aus die Wirtschafts- und Behördenverbindungen des Nachrichtendienstes geführt wurden. Die Adresse und die Telefonnummer der Dienststelle wurden von der Organisation Gehlen an Behörden und Betriebe gegeben und eine Regelung getroffen, an welche Mitarbeiter der Zentrale Gerickes Sekretärin Kontakte vermitteln durfte, nachdem entsprechende Anfragen bei Gerickes Dienststelle eingegangen waren.

## Beförderung
- 18. November 1906: Leutnant
- 24. Dezember 1914: Oberleutnant
- 18. August 1916: Hauptmann
- 1. Dezember 1926: Major
- Oberstleutnant z.V.
- Oberst